# 方君強
方君強（1890年—1945年？），安徽桐城人。日本東京農業大學農科畢業。歷任安徽省立第一農業學校校長，浙江省立棉業改良場場長，安徽建設廳技正科長秘書，省立棉業改良場場長，稻麥檢驗所所長，財政部茶葉研究所副所長，安徽茶葉管理處處長，財政部花紗布管制品技術室主任，上海市茶葉輸出業同業公會理事，中國茶葉協會理事，安徽茶葉公司協理等職。

## 官職
根據中華民國政府官職資料庫所記載，方君強曾任以下職務。
| 命令日期   | 任/免 | 原因     | 機關、官職等職務             |
| ---------- | ----- | -------- | ---------------------------- |
| 1932-09-16 | 任    | 任命     | 安徽省政府建設廳技正         |
| 1934-09-08 | 免    | 另有任用 | 安徽省政府建設廳技正         |
| 1934-09-08 | 任    | 任命     | 安徽省政府建設廳秘書         |
| 1935-02-05 | 免    | 另有任用 | 安徽省政府建設廳秘書         |
| 1935-02-05 | 任    | 任命     | 安徽省政府建設廳科長         |
| 1937-05-07 | 免    | 另有任用 | 安徽省政府建設廳科長         |
| 1938-02-05 | 任    | 任命     | 安徽省政府建設廳技正         |
| 1945-01-03 | 任    | 派       | 財政部花紗布管制局技術室主任 |
| 1945-01-13 | 免    | 呈請辭職 | 安徽省政府建設廳技正         |